# Cestrophorus
Cestrophorus is een geslacht van rechtvleugeligen uit de familie sabelsprinkhanen (Tettigoniidae). De wetenschappelijke naam van dit geslacht is voor het eerst geldig gepubliceerd in 1891 door Redtenbacher.

## Soorten
Het geslacht Cestrophorus  is monotypisch en omvat slechts de volgende soort:
- Cestrophorus paradoxus (Redtenbacher, 1891)